# 사와이리 시게오
사와이리 시게오(일본어: 澤入 重雄, 1963년 5월 8일 ~ )는 일본의 전 축구 선수이다.

## 구단 경력
1986년 일본 사커 리그의 토요타 자동차(나고야 그램퍼스 에이트)에 입단했다. 1995년후 현역 은퇴.

## 지도자 경력
은퇴 후에는 나고야 그램퍼스 에이트의 코치를 거쳐, 2008년 5월 제프 유나이티드 지바의 코치으로 취임하였다. 2014년 11월 카탈레 도야마의 코치으로 취임하였다. 2015년 8월 성적 부진으로 물러난 기시노 야스유키 감독을 대신해, 카탈레 도야마의 감독으로 취임하였다.